# Chamesey
Chamesey is een gemeente in het Franse Kanton Valdahon dat behoort tot het departement Doubs (regio Bourgogne-Franche-Comté) en telt 117 inwoners (2009). De plaats maakt deel uit van het arrondissement Pontarlier.

## Geografie
De oppervlakte van Chamesey bedraagt 6,6 km², de bevolkingsdichtheid is dus 17,7 inwoners per km².

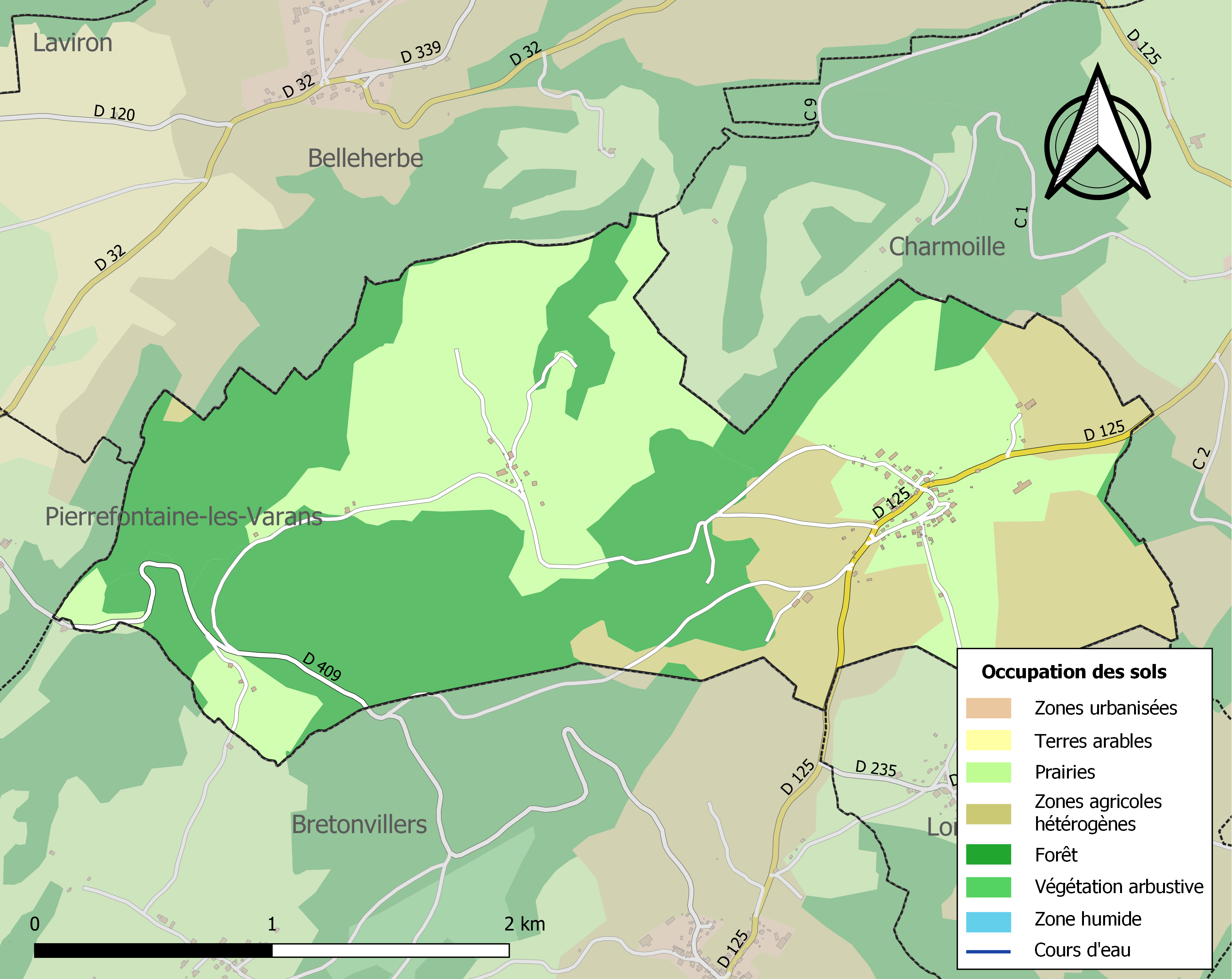
Kaart van de gemeente met de belangrijkste infrastructuur, bodemgebruik en omliggende gemeenten

## Demografie
Onderstaande figuur toont het verloop van het inwonertal (bron: INSEE-tellingen).